# Le Girouard
Le Girouard é uma comuna francesa na região administrativa da Pays de la Loire, no departamento de Vendéia. Estende-se por uma área de 25,1 km². Em 2010 a comuna tinha 1 095 habitantes (densidade: 43,6 hab./km²).